# Weinfelder Maar

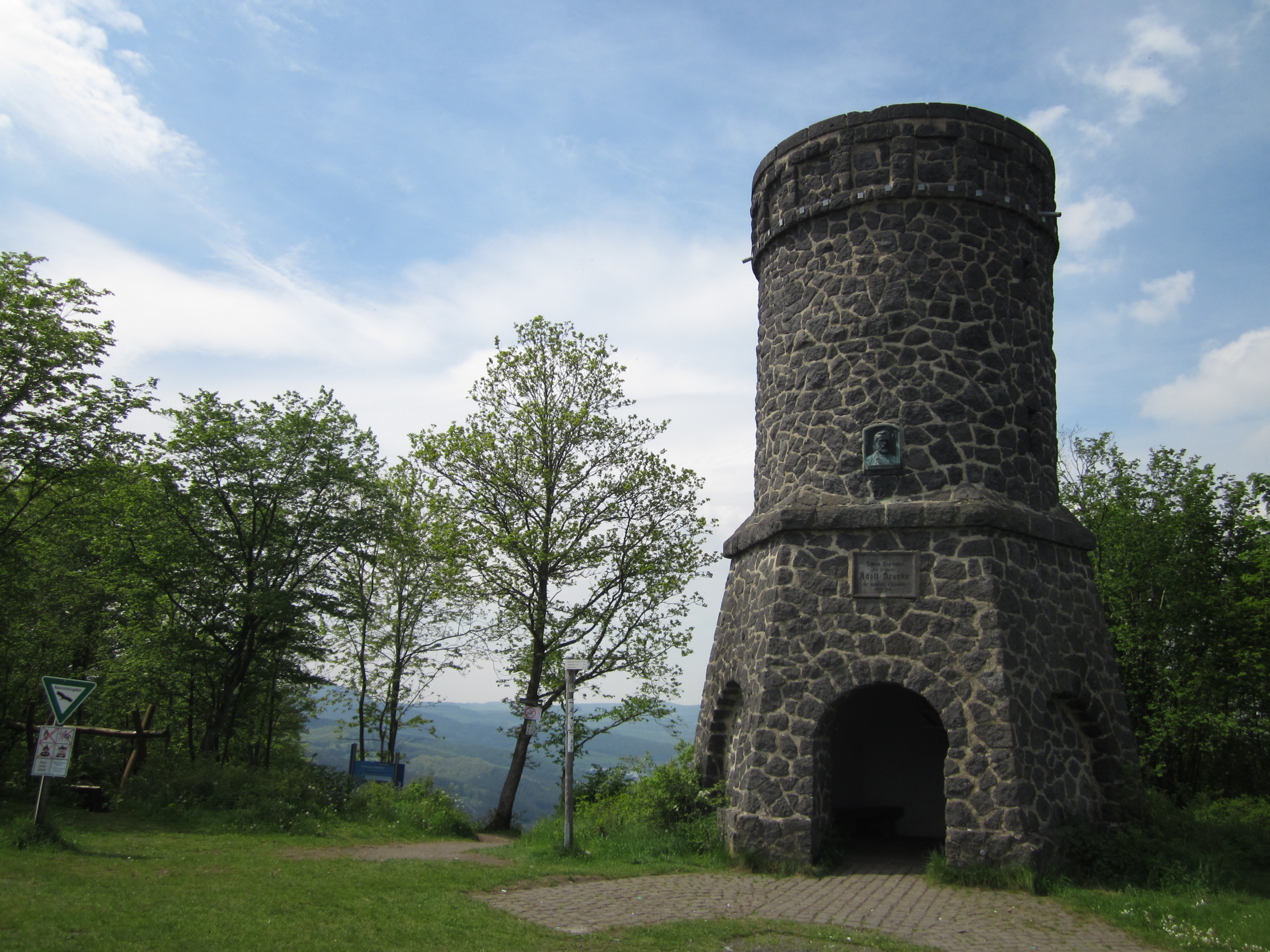
Dronketurm nabij Weinfelder Maar

De Weinfelder Maar, ook Totenmaar genoemd, is een maar gelegen in de Eifel, Duitsland. De maar ligt ongeveer twee kilometer ten zuiden van het stadje Daun in Rijnland-Palts.

## Ontstaan
De Weinfelder Maar is ongeveer 10.500 jaar geleden ontstaan door een freatomagmatische explosie, waarbij heet opstijgend magma in contact kwam met grote hoeveelheden water. Door de explosie is een krater ontstaan die zich nadien vulde met regenwater. Omdat de bodem van het ontstane meer, bestaand uit stollingsgesteente ondoordringbaar is, blijft het water erin staan. Het meer is tegenwoordig een beschermd natuurgebied.
De maar heeft twee namen. Weinfelder Maar omdat hier vroeger een dorp stond met dezelfde naam en waarvan nu enkel nog een kerk rest. Totenmaar omdat dit dorp in het verleden werd bezocht door de pest.

## Afmetingen
De Weinfelder Maar is ongeveer 525 meter lang en zo'n 375 meter. Het oppervlak bedraagt 16,8 hectare. Het hoogste gedeelte van de uit tufsteen bestaande kraterrand is de Mäuseberg op 561 meter boven Normalnull (NN), het Duitse NAP. Een andere top die zich daar bevindt is de Maarkreuz op 534,5 meter hoogte. Het wateroppervlak bevindt zich op 484 meter NN. Het meer is maximaal 51 meter diep. Door de grote diepte vindt er weinig tot geen watercirculatie tot de bodem plaats, waardoor er geen zuurstof naar de diepere delen gebracht wordt. Dit geeft de Weinfelder Maar de bijnaam Totenmaar.

## Cultuur
In de nabijheid van de maar bevindt zich een kerkhof (Friedhof), een van de andere redenen waarom de maar Totenmaar genoemd wordt, met een kleine kapel erbij. Deze dateert uit de 14e eeuw. Het dorp Weinfeld werd in 1512 na een pest-epidemie verlaten.
Over de maar doen enkele sagen de ronde. Volgens de overlevering zou er aan de oevers een kasteel gestaan hebben, waar een graaf, zijn hardvochtige vrouw en hun enige kind woonden. Op een dag zou de graaf thuisgekomen zijn van de jacht en zijn kasteel zou volledig verdwenen zijn, verzonken in het meer. Dit gaf later de naam Totenmaar. Maar op dat moment zou er een wonder geschied zijn en zijn zoon uit het water opgestegen en veilig naar de oever gedreven zijn. Tegelijkertijd zou het paard van de graaf vanaf de bodem van het meer naar hem geroepen hebben. Uit dankbaarheid voor de redding van zijn kind zou de graaf toen een kapel gebouwd hebben.
Tegenwoordig worden de kapel en het Friedhof door de gemeente Schalkenmehren gebruikt als begraafplaats.

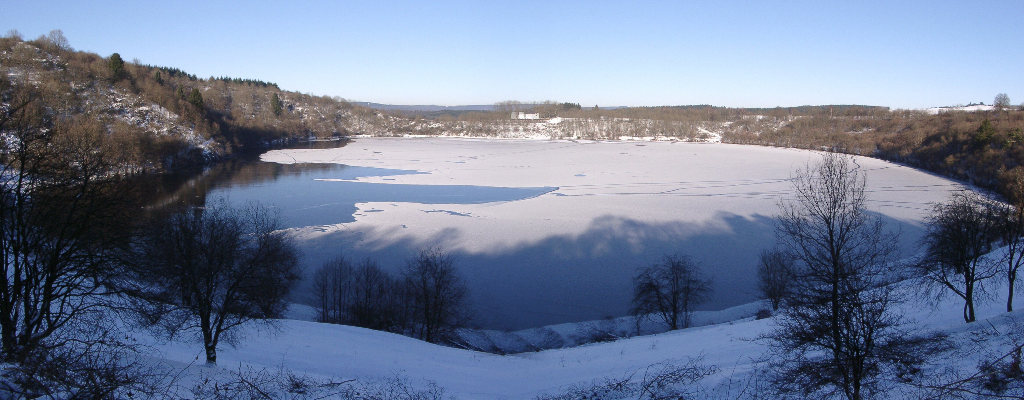
De Weinfelder Maar in de winter